# Cracticus argenteus
Cracticus argenteus — вид певчих птиц из семейства ласточковых сорокопутов. Выделяют два подвида. Эндемик Австралии.

## Описание
Достигает длины 27-30 см и массы 68-112 г: самки несколько меньше и стройнее самцов.
Птицы массивного телосложения с длинным, приплюснутым хвостом, крупной головой, также приплюснутой, и сильным клювом со слегка крючковатым кончиком верхней челюсти: в целом эти птицы очень похожи на родственную сероспинную флейтовую птицу, от которой отличаются в основном более острыми, белыми участками и более светлой окраской спины.
Пепельно-серые спина и крылья, причём последние имеют черные ремизы (центральный основной полностью белый) и первичные кроющие также чёрные, а вторичные — белые: нижняя поверхность крыльев также белая, хорошо заметная в полете. Горло, бока шеи, грудь, бока, брюхо, крестец и подхвостье также белые, а хвост чёрный, как и капюшон, покрывающий лоб, вершину, щеки и затылок и доходящий по бокам шеи почти до лопаток.
Ноги черноватого цвета, глаза тёмно-коричневые, клюв голубовато-серый с черноватым кончиком.
Ведут дневной образ жизни, вечером собираются группами (делят территорию) на общих насестах, а днём разлетаются в поисках пищи, которые ведут поодиночке или парами: большую часть дня эти птицы проводят на насестах, с которых им хорошо видна окружающая местность, срываясь на любую добычу, пролетающую поблизости.
Cracticus argenteus всеядны, причём плотоядная/насекомоядная часть преобладает над вегетарианской: птицы питаются в основном крупными насекомыми и мелкими позвоночными, такими как мыши, рептилии, птенцы и яйца, а также иногда едят злаки, ягоды, фрукты и нектар.

## Размножение
Брачный сезон приходится на август-сентябрь, то есть на конец сухого сезона: это моногамные птицы, причём пары в период размножения становятся довольно территориальными, хотя иногда в воспитании потомства может участвовать третья особь из той же группы.
Гнездо представляет собой чашеобразную конструкцию, внешняя часть которой сделана из грубо сплетённых веток, а внутренняя выстлана сухой травой и корой: внутрь самка откладывает 2-5 яиц, которые она высиживает одна (самка строит гнездо, а самец охраняет территорию) около 25 дней, по истечении которых вылупляются слепые, безухие птенцы. За птенцами ухаживают оба партнера: они готовы улететь чуть больше чем через месяц после вылупления, но продолжают оставаться возле гнезда и просить еду у родителей (хотя и все более и более нерегулярно) примерно до четырехмесячного возраста.

## Распространение
Эндемик северной Австралии, где она широко распространена вдоль прибрежной полосы региона Кимберли и Арнемленда, доходя до северных предгорий Большой Песчаной пустыни и Танами.
Местом обитания этих птиц являются леса (обычно тугайные леса), не заросшие эвкалиптом и Melaleuca argentea, с просеками и открытыми участками для кормёжки.

## Таксономия
Признаны два подвида:
- Cracticus argenteus Gould, 1841 — номинальный подвид, широко распространён в западной части ареала, занимаемого видом;
- Cracticus argenteus colletti Mathews, 1912 — широко распространён в восточной части ареала, занимаемого видом.

Некоторые авторы также признают подвид latens с острова Увинс (синонимизированный с номинальным).
В прошлом Cracticus argenteus считалась подвидом сероспинной флейтовой птицы под названием C. torquatus argenteus: однако эти два вида имеют разобщенный ареал и довольно сильно отличаются по вокализации, а также имеют различия в окраске, так что их разделение считается более правильным.